# Wellsboro
Wellsboro ist ein Borough im Tioga County im Norden des US-amerikanischen Bundesstaates Pennsylvania. Das U.S. Census Bureau hat bei der Volkszählung 2020 eine Einwohnerzahl von 3.469 ermittelt.
Wellsboro ist etwa 80 Meilen (129 km) nordwestlich von Williamsport gelegen und County Seat des Tioga Countys. Wellsboro liegt an der Route 6, die den nördlichen Teil Pennsylvania’s in West-Ost-Richtung durchläuft. Wellsboro liegt in den Pennsylvania Woodlands, einem landschaftlich sehr reizvollen Teil Pennsylvanias.

## Geschichte
Wellsboro wurde 1830 gegründet und diente lange Zeit als Handelsposten für die ganze Region. Wellsboro wurde nach Mary Wells benannt, der Frau eines der ersten Siedlers, Benjamin Wister Morris. Laut US Census lebten im Jahr 2000 3328 Einwohner in Wellsboro.

## Geographie
Nach den Angaben des United States Census Bureaus beträgt die Gesamtfläche der Stadt 12,7 km². 12,6 km² davon sind Land und 0,1 km² (= 0,61 %) entfallen auf Gewässer.

## Sehenswürdigkeiten
- Colton Point State Park (Grand Canyon of Pennsylvania)
- Leonard Harrison State Park
- Lumber Museum
- Zoo Animal Land

Vier Bauwerke und Stätten der Stadt sind im National Register of Historic Places („Nationales Verzeichnis historischer Orte“; NRHP) des National Park Services eingetragen (Stand 26. April 2021), das Robinson und Jesse Robinson House, die Wellsboro Armory und der Wellsboro Historic District.

## Söhne und Töchter der Stadt
- Edward Lawrence Schieffelin (1847–1897), Millionär und Gründer von Tombstone (Arizona).